# Comuna Hrîșkî, Derajnea
Hrîșkî (în ucraineană Гришки) este o comună în raionul Derajnea, regiunea Hmelnîțkîi, Ucraina, formată din satele Hrîșkî (reședința) și Zhar.

## Demografie
Componența lingvistică a comunei Hrîșkî
     Ucraineană (98,11%)
     Rusă (1,65%)
     Alte limbi (0,24%)
Conform recensământului din 2001, majoritatea populației comunei Hrîșkî era vorbitoare de ucraineană (98,11%), existând în minoritate și vorbitori de rusă (1,65%).